# Mijnwerkers in Galmaarden
De Belgische gemeente Galmaarden met haar deelgemeenten Tollembeek en Vollezele heeft een rijk mijnwerkersverleden. In de tweede helft van de negentiende en de eerste helft van de twintigste eeuw trokken dagelijks honderden mijnwerkers uit de Denderstreek naar de steenkoolmijnen in Wallonië. Ze werden de 'fossemannen' genoemd, verwijzend naar het Franse woord 'fosse' voor put. Een ander frequent gebruikt woord voor een mijnwerker is een 'kompel'.
De grote vraag naar steenkool steeg in die tijd door de industriële revolutie. Een grote instroom van arbeiders was nodig. Gezien het gebrek aan werk in eigen streek en de grote gezinnen van toen, kozen vele mannen uit de streek ervoor om 'fosseman' te worden. De meeste mijnwerkers kwamen uit de gebieden rond de spoorlijn Geraardsbergen - Edingen - Haine-Saint-Pierre, waarop ook Galmaarden ligt. Ze werkten meestal in de Waalse steenkoolmijnen van le Centre, Bois-du-Luc, Maurage, Saint-Vaast, Bracquegnies, ...
In de periode 1901-1910 telde Vollezele 119 mijnwerkers, wat toen 1 op 4 van de actieve mannelijke bevolking was. Voor Tollembeek was deze verhouding gelijklopend. De mannen werkten in twee ploegen die mekaar aflosten 'met den dag of den nacht'. De dagploeg, die om 6 uur al aan het werk begon, moest om 4 uur de trein nemen richting de mijnen. Er reden busjes om de kompels heen en terug naar het station te brengen tegen vergoeding.
Het werk in de mijnen was van groot belang voor Galmaarden, Tollembeek, Vollezele en haar inwoners. In 1990 werd in Galmaarden vzw De Mijnwerker opgericht, door toenmalig burgemeester Georges Cardoen. De vereniging had als doel de herinnering aan het werk in de koolmijnen levend te houden, door allerlei initiatieven en activiteiten. Sinds 2008 is de vzw ontbonden.
Doorheen de gemeente kunnen verschillende monumenten, standbeelden en verwijzingen naar het mijnwerkersverleden teruggevonden worden. Zo zijn ook vele kleine kapellen opgericht langs voetwegen waarlangs de mijnwerkers kwamen op weg naar het station.

## Monumenten

### Station Galmaarden

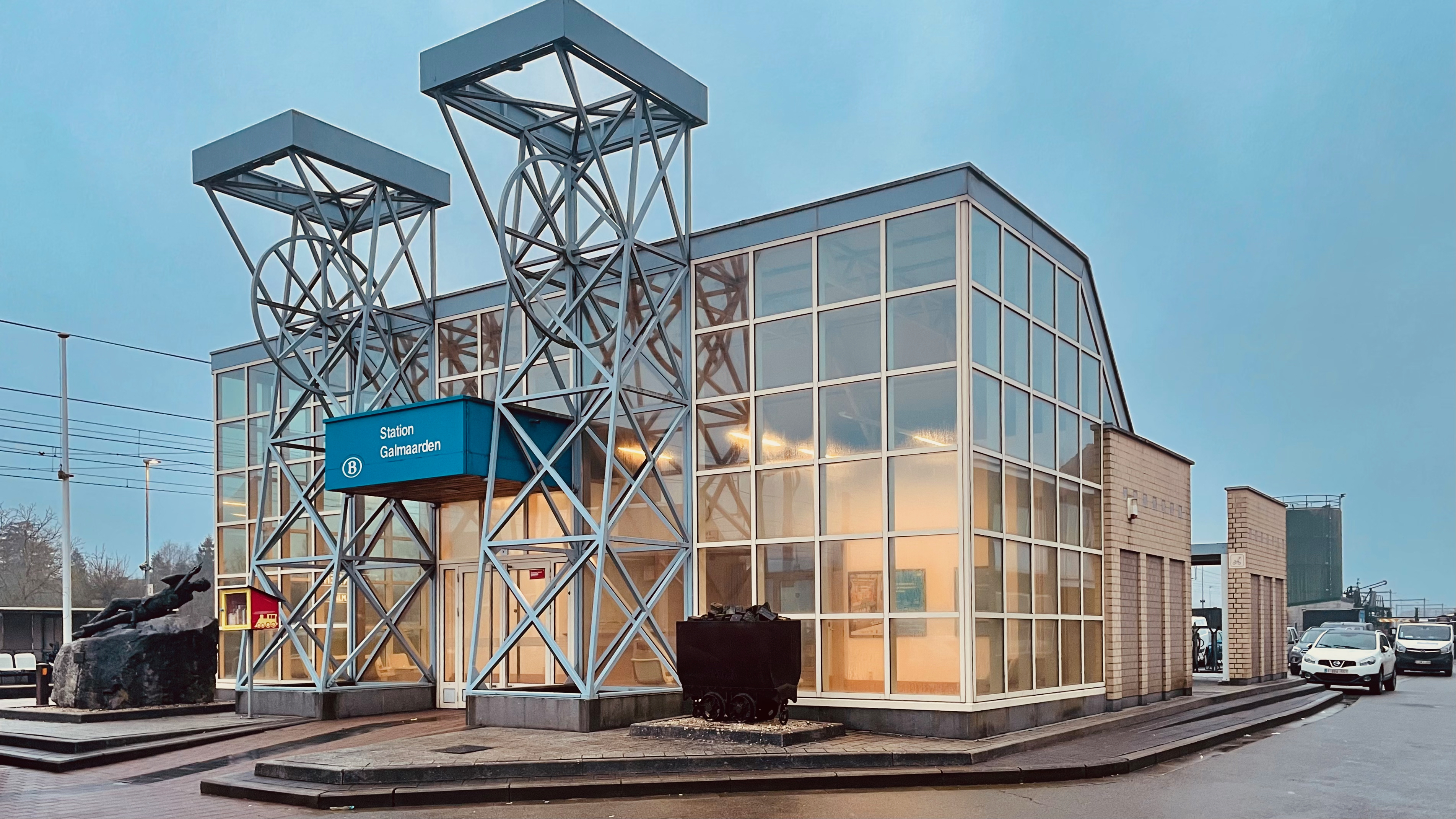
Station Galmaarden

Het stationsgebouw van Galmaarden werd in 1867 aangelegd, in 1999 afgebroken en in 2000 vervangen door een nieuw stationsgebouw. Het nieuwe stationsgebouw symboliseert aan de voorzijde twee lifttorens van mijnschachten. Voor het gebouw staat aan de rechterzijde een kolenwagentje en aan de linkerzijde een standbeeld van een mijnwerker.
In 1991 won het ontwerp de eerste prijs in de wedstrijd 'De weg naar het station' van de Koning Boudewijnstichting.
In het station werd een mini-mijnwerkersmuseum opgericht, maar sinds 2018 is dit niet meer toegankelijk.
De aangelegde spoorlijn in 1866-1867 is spoorlijn 123 en liep tussen Gent - Geraardsbergen - Edingen - 's-Gravenbrakel. Deze lijn was van groot belang voor pendelaars naar de mijnsites. Later kwam er een aansluiting voor het pendelen richting Brussel. In 1888 kwam er pas een stopplaats in Tollembeek; een stationsgebouw volgde daar in 1895.

### De Mijnwerker

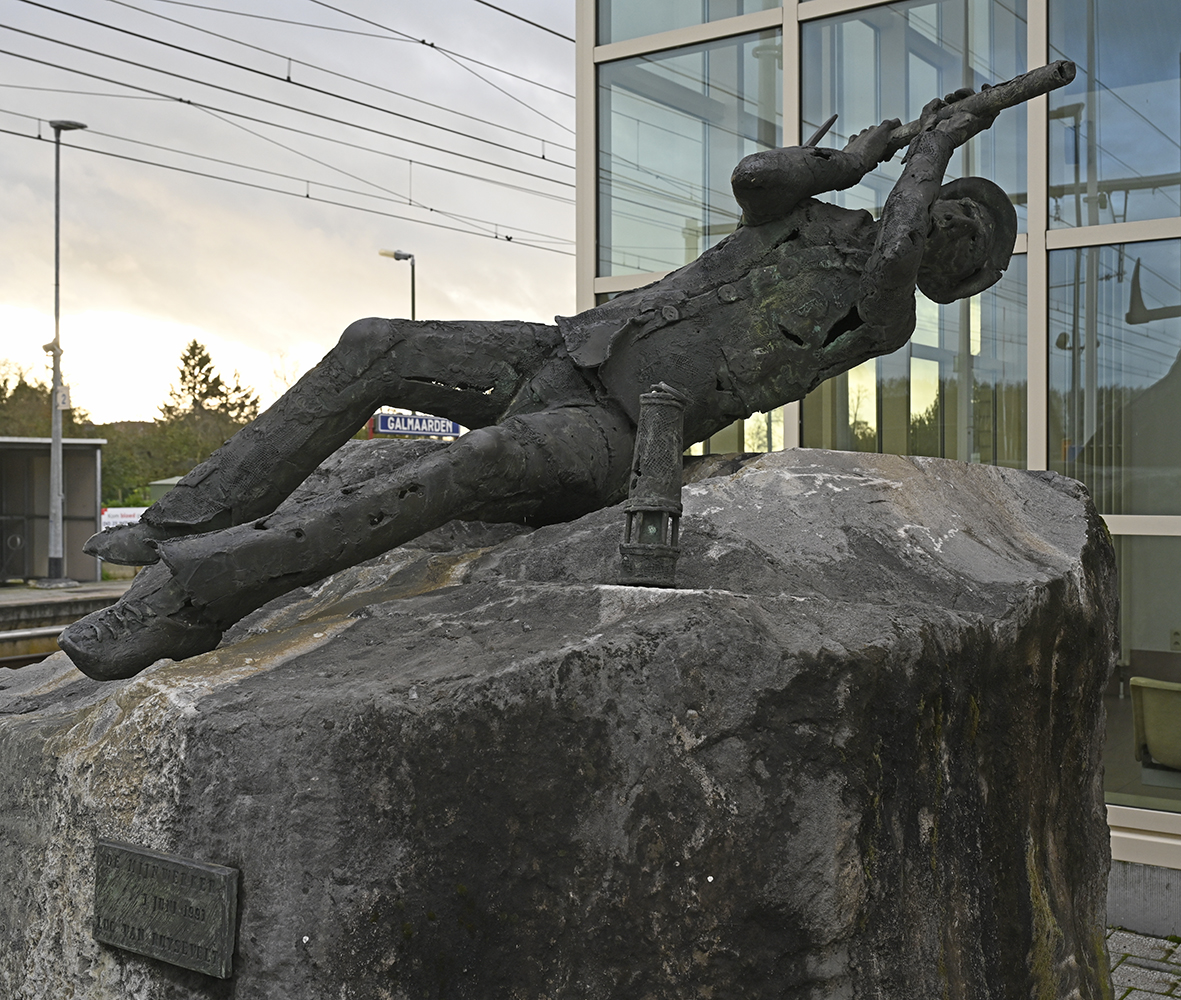
Standbeeld van De Mijnwerker

Het standbeeld van de mijnwerker, voor het stationsgebouw van Galmaarden, werd in 1991 opgericht in opdracht van vzw De Mijnwerkers. Het symboliseert de noeste arbeid van duizenden mijnwerkers, maar brengt ook eerbetoon aan de arbeiders in de glas- en metaalnijverheid.
Het is een werk van Luc van Ruysevelt uit Oudenaken. Het beeld stelt een mijnwerker voor, in half zittende en half liggende houding, die steenkolen kapt in een smalle schacht.
Het standbeeld staat op een sokkel in ruwe blauwe hardsteen. Het is uitgevoerd in brons, volgens de verlorenwasmethode.

### De Mijnwerkersbuste

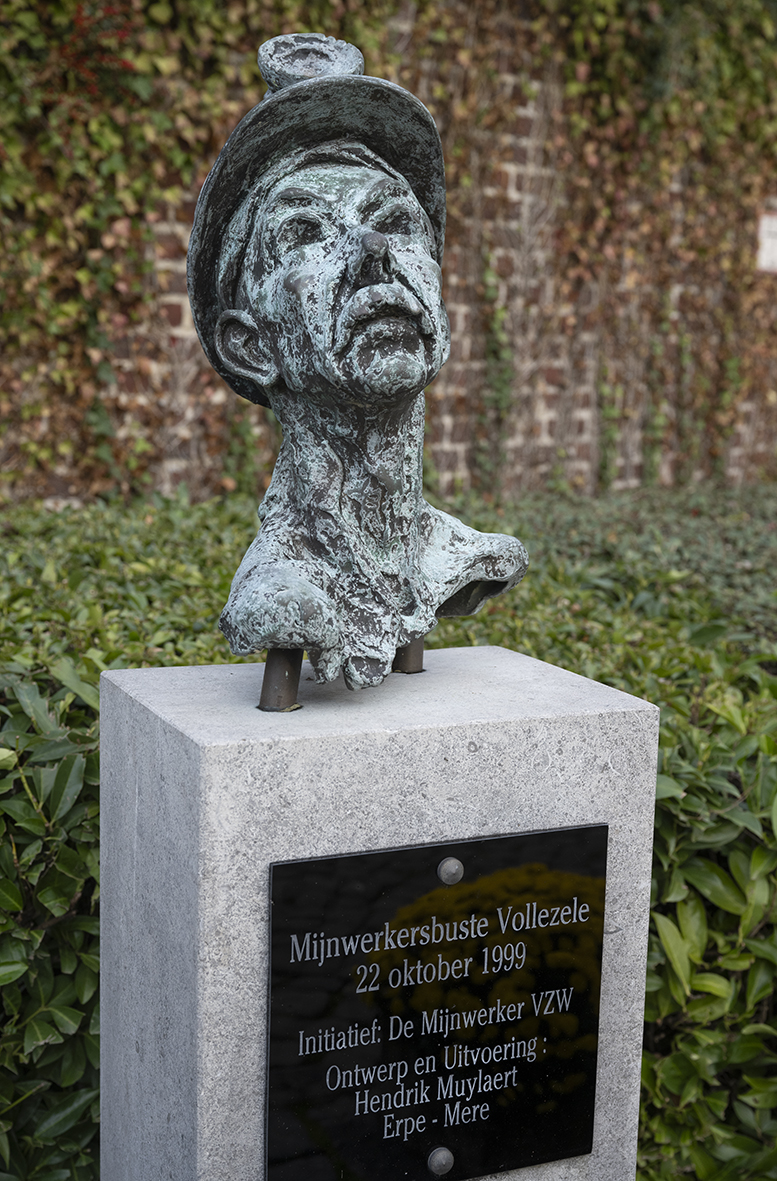
De Mijnwerkersbuste

De Mijnwerkersbuste bevindt zich voor de Sint-Pauluskerk van Vollezele voor de kerkhofmuur. Het is een bronzen buste van 40 centimeter hoog en werd ontworpen door Hendrik Muylaert. De buste staat symbool voor de innerlijke gevoelens van de mijnwerker. Ze staat op een arduinen paal, die afkomstig is uit de steengroeven van Chantier Godeau in Écaussinnes.
De Mijnwerkersbuste werd onthuld in 1999 en was een schenking van vzw De Mijnwerker.

### De Mijnwerkerslamp

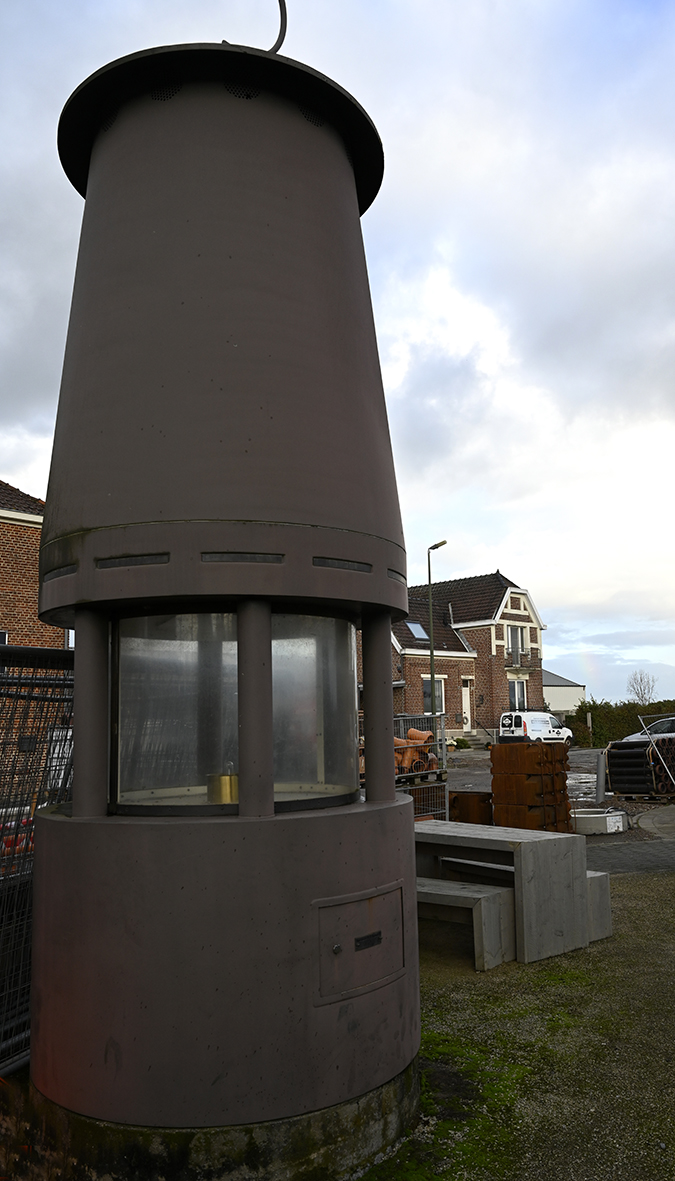
De Mijnwerkerslamp, station Tollembeek

In 1998 werd aan het station van Tollembeek een Mijnwerkerslamp geplaatst, als replica van de echte lamp die de mijnwerkers bij zich droegen tijdens hun werk in de mijnschachten. De lamp heeft een totale hoogte van 4,35 meter en een diameter van 1 meter. De kostprijs bedroeg 317.000 Belgische frank.
Het is een stalen metaalconstructie, gemaakt door de firma E. Kaesemans - F. Renders uit Gooik. De sierboord met gleuven is van geel koper. De lichtbron in de lamp brandt samen met de openbare straatverlichting en is bereikbaar met een deurtje.
De Mijnwerkerslamp werd geschonken door vzw De Mijnwerker. De onthulling gebeurde door Vlaams Minister Eric van Rompuy. De inwijding gebeurde door pastoor-deken Roger Defrijn uit Herne.

### Andere verwijzingen doorheen Galmaarden
- Kapel Onze-Lieve-Vrouw en Heilige Barbara op de Nemerkendries in Tollembeek; gerestaureerd door vzw De Mijnwerker
- Congoberg in Vollezele